# Rsync
rsync é um utilitário amplamente usado para manter cópias de um arquivo em dois sistemas de computadores ao mesmo tempo. É normalmente encontrado em sistemas do tipo Unix e em funções como um programa de sincronização de arquivos e transferência de arquivos. O algoritmo rsync, um tipo de codificação delta, é usado para minimizar o uso da rede. Zlib pode ser usado para compressão adicional e o SSH ou stunnel pode ser usado para segurança de dados.
É normalmente usado para sincronização de arquivos e diretórios entre dois sistemas diferentes. Por exemplo, se o comando rsync arquivo-local usuario@hospedeiro-remoto:arquivo-remoto estiver em execução, o rsync usará o SSH para se conectar como usuario ao hospedeiro-remoto. Uma vez conectado, ele invocará o rsync do hospedeiro remoto e então os dois programas determinarão que partes do arquivo necessitam ser transferidas sobre a conexão.
O rsync também pode operar em um modo daemon, servindo e recebendo arquivos no protocolo rsync nativo (usando a sintaxe "rsync://").
Ele é lançado sob a versão 3 da GNU General Public License.

## Algoritmo
Seu algoritmo (inventado pelo programador Andrew Tridgell) foi criado para transmissão eficiente de um arquivo através de um link de comunicação quando um outro computador que recebe os dados já tem uma versão diferente do mesmo arquivo.
Diferente de outras ferramentas disponíveis para cópia de arquivos, o rsync quebra o arquivo de origem em vários pedaços e gera uma pequena assinatura de cada pedaço. Então, envia pela rede estas assinaturas e, fazendo o mesmo do outro lado, descobre quais pedaços faltam no arquivo de destino para torná-lo igual ao de origem.

## Licença
Rsync está em código aberto sob os termos da GNU GPL Versão 2.